# تفجيرات المنطقة الخضراء فبراير 2014
تعرضت المنطقة الخضراء شديدة التحصين و الحماية ، التي تضم معظم الوزارات الحكومية والسفارات الأجنبية، لهجوم عندما انفجرت سيارتان مفخختان متوقفتان خارج وزارة الخارجية، مما أسفر عن مقتل  احدى عشر شخصًا وإصابة خمسة عشر آخرين. بعد ذلك بوقت قصير، دخل انتحاري إلى مطعم بالقرب من المنطقة الخضراء وفجّر عبوته الناسفة، مما أسفر عن مقتل ثمانية أشخاص آخرين وإصابة 12 آخرين. وانفجرت سيارة مفخخة ثالثة في شارع تجاري بضاحية شمال بغداد، مما أسفر عن مقتل أربعة أشخاص وإصابة ثمانية آخرين. وبلغ إجمالي عدد القتلى في الانفجارات الأربعة 32 شخصًا. 
حصيلة الضحايا
- الجزيرة نت أفادت بمقتل ما لا يقل عن 26 شخصاً وإصابة آخرين في التفجيرات المتزامنة قرب المنطقة الخضراء[2].
- بي بي سي عربي ذكرت أن الهجومين انفجرا عند مبنى وزارة الخارجية، وأسفرا عن 16 قتيلًا و14 جريحًا من موظفي الوزارة.
- وفق BBC/العربية والوكالات، فإن التفجيرات خلفت 27 قتيلًا و44 جريحًا، بما في ذلك تفجير انتحاري داخل مطعم في كرادة مريم.
- راديو سوا/العراق الحرّة قالت إن عدد الضحايا وصل إلى 20 قتيلًا و28 جريحًا، وأن الهجمات كانت عبر انتحارييين بحزام ناسف قرب وزارة الخارجية ونقطة تفتيش أخرى، بالإضافة إلى حريق في مجمع عطور قريب.
- الأنباء (الكويت) ذكرت أن الحصيلة الإجمالية بلغت 21 قتيلًا و33 جريحًا من التفجيرات التي ضربت المنطقة الخضراء وأمانة بغداد، إضافة إلى انفجار في السنك ومكان آخر.
- أما أسوشييتد برس فهي أكدت مقتل 22 [3]شخصاً على الأقل جراء تلك التفجيرات، مشيرة إلى انفجار سيارتي مفخخة ومهاجمة انتحاري لمطعم، بالإضافة إلى انفجار في ساحة الخلاني.